# Padiès
Padiès é uma comuna francesa na região administrativa da Occitânia, no departamento de Tarn. Estende-se por uma área de 14.69 km², e possui 189 habitantes, segundo o censo de 2018, com uma densidade de 13 hab/km².